# Lauritzenia loongchiensis
Lauritzenia loongchiensis är en kvalsterart som först beskrevs av Tseng 1984.  Lauritzenia loongchiensis ingår i släktet Lauritzenia och familjen Haplozetidae. Inga underarter finns listade i Catalogue of Life.